# Cowdenbeath
Cowdenbeath är en ort i Storbritannien.   Den ligger i kommunen Fife och riksdelen Skottland, i den centrala delen av landet, 500 km norr om huvudstaden London. Cowdenbeath ligger 128 meter över havet och antalet invånare är 11 350.
Terrängen runt Cowdenbeath är varierad.Runt Cowdenbeath är det ganska tätbefolkat, med 155 invånare per kvadratkilometer. Närmaste större samhälle är Edinburgh, 20,0 km sydost om Cowdenbeath. Trakten runt Cowdenbeath består i huvudsak av gräsmarker.